# Whiteheads förmodan
Inom matematiken är Whiteheads förmodan en förmodan gällande algebraisk topologi gjord av J. H. C. Whitehead år 1941. Den säger att varje sammanhängande delkomplex av ett tvådimensionellt asfäriskt CW-komplex är asfäriskt.
År 1997 konstruerde Mladen Bestvina och Noel Brady en grupp G så att antingen är G ett motexempel på Eilenberg−Ganeas förmodan, eller så finns det ett motexempel på Whiteheads förmodan. 